# Cașunca
Cașunca è un comune della Moldavia situato nel distretto di Florești di 2.003 abitanti al censimento del 2004